# Phasia testacea
Phasia testacea är en tvåvingeart som först beskrevs av Malloch 1930.  Phasia testacea ingår i släktet Phasia och familjen parasitflugor. Inga underarter finns listade i Catalogue of Life.